# ناحیه گوزل‌یورت

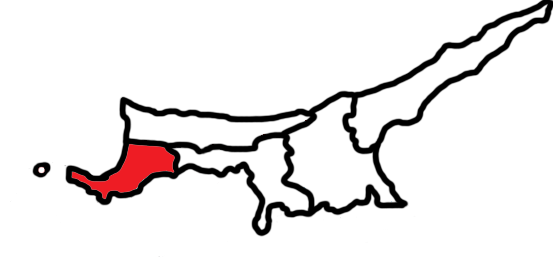
محل قرارگیری ناحیه گوزل یورت در نقشه جمهوری ترک قبرس شمالی

ناحیه گوزل یورت (ترکی استانبولی: Güzelyurt İlçesi) یکی از پنح ناحیه‌ی جمهوری ترک قبرس شمالی می‌باشد. مرکز این ناحیه مورفو که جمعیت این ناحیه در سال ۲۰۰۶ میلادی  ۲۹٬۲۶۴ نفر و در سال ۲۰۱۱ میلادی ۳۱٫۲۵۴ نفر شمارش شده‌است. فرماندار کنونی ناحیه گوزل یورت منتاش گوندوز می‌باشد.